# Sociedad India para la Cooperación Cultural y la Amistad
La Sociedad India para la Cooperación Cultural y la Amistad (SICCA) es una organización en la India que promueve la comprensión y la amistad cultural con distintos países. Inicialmente enfocada en la relaciones con la antigua Unión Soviética, actualmente fomenta la cooperación con Rusia, Vietnam y Cuba. La organización se conoció inicialmente como Amigos de la Unión Soviética (AUS) y, más tarde, Sociedad Cultural Indo-Soviética (SCIS).
Los Amigos de la Unión Soviética se fundaron en Bengala Occidental el 22 de junio de 1941, el mismo día en que Alemania atacó a la Unión Soviética. Se formó un Comité Organizador con Bhupendra Nath Dutta (el hermano menor de Swami Vivekananda) como presidente, y Hiren Mukherjee y SK Acharya como secretarios. El poeta Rabindranath Tagore fue el patrocinador del Comité Organizador. Bhupesh Gupta y Jyoti Basu participaron activamente en la movilización de apoyo para la organización. Una segunda conferencia de la organización se llevó a cabo en abril de 1944, presidida por Nellie Sengupta. En una convención celebrada en el Salón de Convocatorias de la Universidad de Bombay del 3 al 4 de junio de 1944, la organización se convirtió en 'Amigos de la Unión Soviética de toda la India'. Unas 2.000 personas participaron en el evento, de las cuales un centenar eran delegados. En 1944, la organización comenzó a publicar Indo-Soviet Journal de Bombay. La organización desarrolló una estrecha colaboración con su contraparte soviética VOKS y llevó a cabo varias actividades culturales. La organización promovió la Conferencia de Relaciones Asiáticas de 1946 y participó en el evento. 
El 12 de marzo de 1952, la organización se reconstituyó como SCIS en una convención en Sunderbhai Hall en Bombay, con el Dr. AV Baliga como nuevo presidente del Consejo Nacional de SCIS. 
El SCIS se transformó en SICCA en 1993, tras la disolución de la Unión Soviética. En 2017, SICCA firmó un Memorando de Entendimiento con la Unión de Organizaciones de Amistad de Vietnam (UOAV), que describe la cooperación para el período 2017-2022. En diciembre de 2018 SICCA celebró su 22ª Conferencia Nacional en Coimbatore, con la participación de las embajadas de Rusia, Vietnam y Cuba.